# Exochus belokobylskii
Exochus belokobylskii är en stekelart som beskrevs av Valentina I. Tolkanitz 2001. Exochus belokobylskii ingår i släktet Exochus och familjen brokparasitsteklar. Inga underarter finns listade i Catalogue of Life.